# Mór Than
Mór Than, také známý jako Mor Than, Moritz Than, Than Mor (narozen 19. června 1828 v Bečeji, † 11. března 1899 v Terstu) byl maďarský malíř. Vystudoval práva, poté se věnoval malbě, zúčastnil se bojů během maďarské revoluce v roce 1849 a pokračoval ve studiích na vídeňské akademii. V roce 1856 namaloval v Paříži velký obraz znázorňující bitvu u Moháče v roce 1526. Poté žil tři roky v Římě, kde dělal několik obrazů pro barona Sina (Odysseus a Nausicaa, Odysseus a Penthesilea). V roce 1859 byl pověřen vytvořením nástěnné malby zobrazující znovusjednocení králova syna s kouzelnou Helenou v Redutensaal v Pešti, kde se natrvalo usadil. Od té doby vytvořil velké množství oltářních obrazů, portrétů (včetně rakouského císaře pro velký sál nové budovy knihovny) a historických obrazů (Angelika a Medor, láska k Fata Morganě) i nástěnných maleb s K. Lotzem (z historie Maďarska) na schodišti Národního muzea v Pešti.

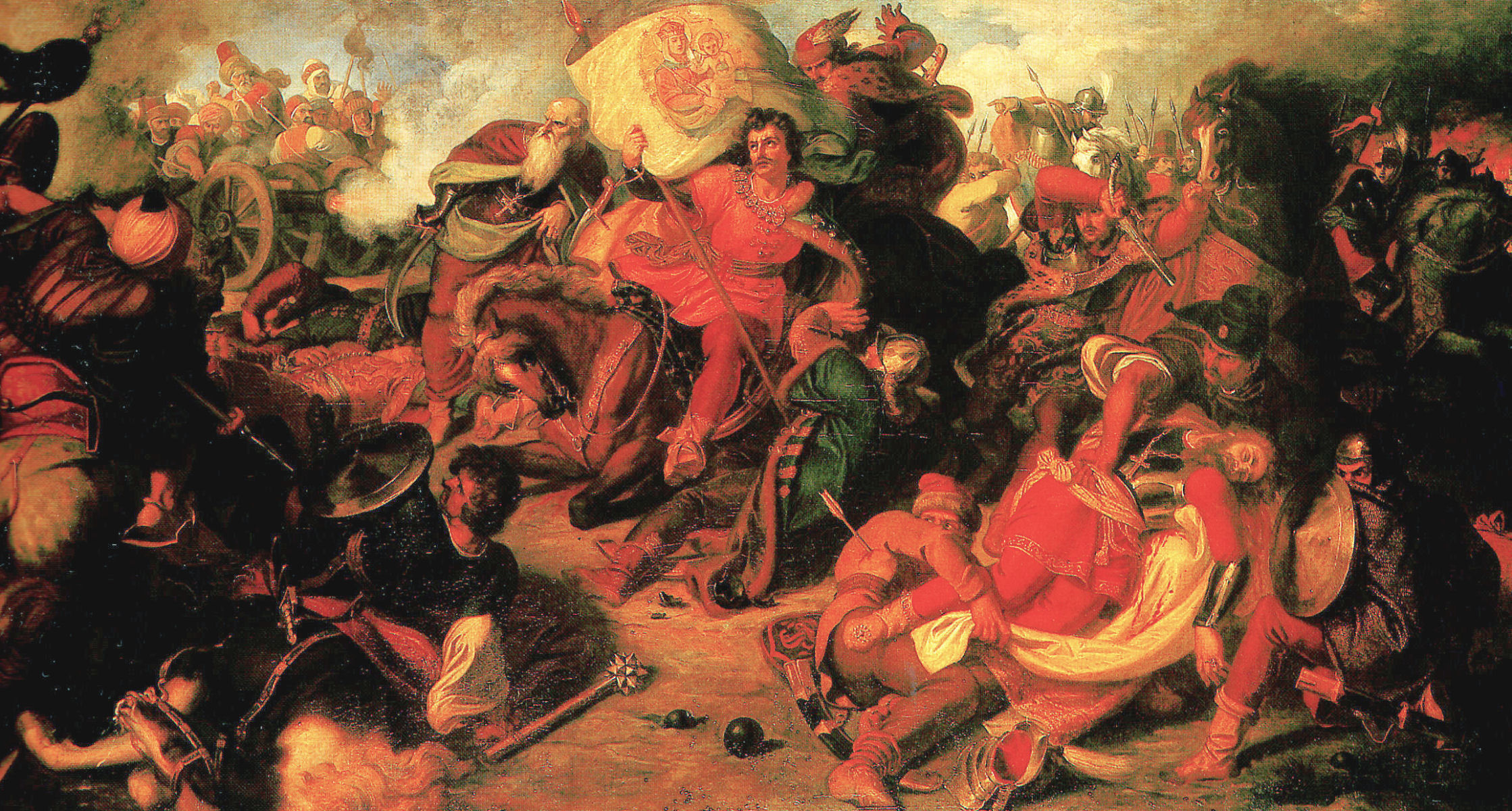
Obraz Bitva u Moháče od MóraThana